# سوسن عواد
سوسن عواد هي ممثلة وممثلة صوت لبنانية.

## عن حياتها
شاركت في العديد من المسلسلات و الأفلام وكما أن لديها مشاركات في دوبلاج الرسوم المتحركة .

## فيلموغرافيا

### أفلام
- فيلم أميرة الروم
- فيلم موكب الإباء - زينب

### أدوار الدبلجة
- ثانوية الاستخبارات
- فتيات وأمنيات
- الكابتن رابح
- المختار الثقفي - والدة المختار
- نوار
- يوسف الصديق - ليئة

## وصلات خارجية
- سوسن عواد على موقع قاعدة بيانات الأفلام العربية